# José Patricio Larraín Gandarillas
José Patricio Larraín Gandarillas (Santiago, en 1817-Ibidem en 1902) fue un abogado, agricultor, diplomático y senador chileno.

## Primeros años de vida
Fue hijo de Juan Francisco de Larraín y Rojas y María Mercedes de Gandarillas y Aránguiz. Estudió leyes bajo la dirección de Andrés Bello y más tarde se dedicó a las actividades agrícolas. En 1838 dejó los estudios de leyes y formó parte de la comitiva que fue a España a pedir el reconocimiento de la independencia. 

### Matrimonios e hijos
Contrajo matrimonio con Virginia Eyzaguirre Larraín, y en segundas nupcias (1848) con Carolina Alcalde Velasco (n.1826 - †1902). De su primer matrimonio tuvo un solo hijo, que fue Patricio Larraín Eyzaguirre. En su segundo matrimonio tuvo trece hijos que fueron; Alberto, Bernardo, María Mercedes, Patricio, Elisa, Luis, Carlos, Juan Francisco, Enrique, Amelia, Carolina y Joaquín.

## Vida laboral
En el aspecto agrícola-apícola, introdujo en Chile la abeja italiana; trajo también al país ganado vacuno y caballos de fina sangre. 
Realizó varios viajes por Europa, de estudio y recreación, donde asimilaba los últimos adelantos agrícolas para introducirlos en Chile. 
El gobierno de Chile le otorgó una medalla de oro, en reconocimiento a la gestión de las abejas, traídas al país directamente desde Milán. 
Miembro y dirigente de la Sociedad Nacional de Agricultura; organizador de la Quinta Normal de Agricultura. Emprendió la obra de construcción del canal Mallarauco.

## Vida pública
Militó en las filas del Partido Conservador, siendo en diferentes oportunidades presidente de la colectividad.
Diputado suplente por Santiago, en varios períodos entre 1846 y 1855, pero nunca le correspondió ocupar el cargo en propiedad. Senador suplente en 1855, tampoco tuvo posibilidad de ingresar al Congreso.
Senador suplente en 1864-1873, le correspondió reemplazar al fallecido senador por Cachapoal, Santiago Pérez Larraín († 1868), incorporándose al Senado el 23 de diciembre de 1868. Le reemplazó por los años que restaban para dejar el cargo, hasta el 2 de junio de 1873. Integró la comisión permanente de Hacienda e Industria. Participó en el Congreso Constituyente de 1870, cuyo objetivo fue reformas a la Carta Fundamental de 1833. 
Nuevamente Senador suplente, electo en 1873, debió reemplazar al electo Presidente de la República, Aníbal Pinto Garmendia, en 1876, debiendo concluir el mandato senatorial en 1879.

## Televisión
La serie de televisión documental Mitos y Leyendas de Peñaflor indaga sobre su vida al contar las hazañas que vivió al construir el Canal de Mallarauco, como su obra le dio forma a la comuna de Peñaflor, y sobre todo explora los mitos que circunda en torno a su persona que se relacionan su fortuna con un pacto con el diablo.